# AG & Co. KGaA
Die AG & Co. KGaA ist eine Kommanditgesellschaft auf Aktien (KGaA), deren Komplementär eine Aktiengesellschaft (AG) ist. Durch die Wahl dieser Mischform lässt sich die Haftung der Kommanditgesellschaft auf Aktien beschränken, ohne die Rechtsform der Kommanditgesellschaft auf Aktien aufgeben zu müssen. Die Kommanditisten dieser Gesellschaft sind weiterhin die Kommanditaktionäre der KGaA. Diese Rechtsform wird häufig bei börsennotierten Familiengesellschaften oder Firmen mit einem einflussreichen Großaktionär gewählt, deren Familien- bzw. Großaktionäre Anteile ihrer Firma verkaufen, jedoch die Kontrolle über die Firma behalten wollen.
Dabei ist die AG & Co. KGaA eine relativ junge Gesellschaftsform, die ihre Existenz genau wie die GmbH & Co. KGaA einem Urteil des Bundesgerichtshofes aus dem Jahr 1997 verdankt.
Unternehmen, die sich für diese Rechtsform entschieden haben, sind beispielsweise  Henkel, Michelin, M.M.Warburg & CO oder die Targobank (früher Citibank Privatkunden AG & Co. KGaA).